# Лопатно
Лопатно (пол. Łopatno) — село в Польщі, у гміні Іваніська Опатовського повіту Свентокшиського воєводства.
Населення — 230 осіб (2011).
У 1975-1998 роках село належало до Тарнобжезького воєводства.

## Демографія
Демографічна структура на день 31 березня 2011 року:
|          | Загалом | Допрацездатний вік | Працездатний вік | Постпрацездатний вік |
| -------- | ------- | ------------------ | ---------------- | -------------------- |
| Чоловіки | 118     | 24                 | 80               | 14                   |
| Жінки    | 112     | 16                 | 59               | 37                   |
| Разом    | 230     | 40                 | 139              | 51                   |